# وررس
وررس (به ایتالیایی: Verrès) یک کومونه در ایتالیا است که در واله دائوستا واقع شده‌است. وررس ۸٫۲۱ کیلومتر مربع مساحت و ۲٬۶۵۸ نفر جمعیت دارد و ۳۹۱ متر بالاتر از سطح دریا واقع شده‌است.

## خواهرخوانده
شهر Moûtiers خواهرخواندهٔ وررس هست.